# Tony Stark (Marvel Cinematic Universe)
Anthony Edward Stark je fiktivní postava hraná Robertem Downeym Jr. v Marvel Cinematic Universe. Postava je založená na stejnojmenné postavě z Marvel Comics. Ve filmech je Stark průmyslníkem, geniálním vynálezcem, hrdinou a generálním ředitelem společnosti Stark Industries. Ze začátku je hlavním výrobcem zbraní pro americkou armádu, dokud není unesen teroristy. Poté co ze zajetí uprchne a vrátí se domů, ukončí s okamžitou platností výrobu zbraní a své technické znalosti využije k vytvoření zbroje, kterou používá k obraně světa a zachování míru.
Stark je jednou z hlavních postav MCU a od svého prvního vystoupení v Iron Manovi se objevil v devíti filmech.

## Fiktivní biografie

### Mládí
Anthony Edward "Tony" Stark se narodil 29. května 1970 na Manhattanu v New Yorku Howardovi Starkovi, slavnému geniálnímu vynálezci a obchodníkovi, a Marii Starkové. Když Howard viděl, že jeho syn může dosáhnout velkých věcí, pokusil se ho inspirovat neustálými rozhovory o své roli při vytváření Captaina Ameriky. To místo inspirace Starka zahořklo a měl pocit, že jeho otec je na své výtvory hrdější než na svou rodinu. Stark už ve svých 14 letech navštěvoval MIT, které dostudoval za 2 roky.
16. prosince 1991, když bylo Starkovi 21 let, jeho rodiče plánovali odjet na Bahamy, ale po cestě se zastavili v Pentagonu, aby dodali sérum super vojáka, které vyvinul. Na cestě tam byli oba zabiti při autonehodě. Později se však ukázalo, že šlo o atentát provedený Winter Soldierem, který byl ovládán Hydrou, aby ukradl sérum. Výsledkem bylo, že Stark zdědil společnost svého otce a stal se tak generálním ředitelem společnosti Stark Industries. V průběhu let se stal známým díky návrhu nových zbraní a jejich výrobou.

### Začátky Iron Mana
V roce 2008 cestoval Stark se svým přítelem Jamesem Rhodesem do Afghánistánu, kde měl předvést svoji novou raketu "Jericho". Chvíli po ukázce odjíždí Stark se svým konvojem, ten je ale přepaden, Stark je kriticky zraněn a uvězněn teroristickou skupinou Ten Rings. Spoluvězeň Ho Yinsen, lékař, implantuje elektromagnet do Starkovy hrudi, aby se střepiny střepů z rakety nedostaly k jeho srdci a nezabily ho.
Stark a Yinsen tajně staví malý, výkonný elektrický reaktor zvaný obloukový reaktor (anglicky Arc reactor), který by napájel Starkův elektromagnet a později i mechanické brnění. Když skupina Ten Rings zaútočí na dílnu, Yinsen se obětuje, aby je odlákal, zatímco se Stark oblékne do brnění. Obrněný Stark se probojuje z jeskyně ven, kde najde umírajícího Yinsena. Poté v hněvu spálí protivníkovi zbraně a odletí pryč. Chvíli na to je zachráněn Rhodesem a Stark se vrací domů, aby oznámil, že jeho společnost již nebude vyrábět zbraně. Ve své domácí dílně postaví Stark vylepšenou a silnější verzi svého brnění a výkonnější obloukový reaktor.
Později se Stark se dozví, že jeho spolupracovník Obadiah Stane obchoduje se zločinci po celém světě, a připravuje převrat, který by odstranil Starka z vedení Stark Industries. Stane přepadne Starka v jeho domě a vezme si jeho obloukový reaktor z hrudi, což odhalí, že Stane byl zodpovědný za Starkovo zajetí. Starkovi se podaří vzít si svůj původní reaktor a porazí Stanea. Následující den na tiskové konferenci Stark veřejně přizná, že je Iron Man.
O šest měsíců později Stark používá svůj oblek Iron Mana k udržení míru, čímž odolával tlaku vlády na prodej svých návrhů brnění. Obnoví Stark Expo, aby pokračoval v dědictví svého otce, ale zjistí, že jádro palladia v obloukovém reaktoru, které udržuje Starka naživu a pohání brnění, ho pomalu zabíjí. Stark jmenuje Pepper Pottsovou generálním ředitelem Stark Industries, aby mohla vést společnost po jeho smrti.
O pár měsíců později soutěží Stark v Monaku na Grand Prix. V polovině závodu ho přepadne Ivan Vanko, který ovládá elektrifikované biče, poháněné miniaturním obloukovým reaktorem. Stark si oblékne brnění Mark V a porazí Vanka. Později, na své narozeninové párty se Stark opije, ale párty se zvrtne a Rhodes se rozhodne vzít situaci do vlastních rukou a oblékne si brnění Mark II. Boj mezi Starkem a Rhodesem končí zabavením Mark II pro americkou vládu.
Stark později objeví skrytou zprávu od svého otce, schéma struktury nového prvku, který Stark syntetizuje. To ho zachrání před smrtí z palladiového jádra. Na Stark Expo rival Justin Hammer předvede Vankovy obrněné drony, které nechal vyrobit a které jsou vedené Rhodesem. Stark přiletí, aby varoval Rhodese, ale Vanko na dálku převezme kontrolu nad drony i Rhodesovým brněním a zaútočí na Iron Mana. Stark a Rhodes společně porazí Vanka a jeho drony. Poté, co zachránili Pepper Pottsovou před dronem, navážou vztah.

### Bitva o New York
Když dorazí na Zem Asgarďan Loki, začne hrozit, že ovládne Zemi a zmocní se Tesseractu od S.H.I.E.L.D.u. Fury aktivuje iniciativu Avengers a následně agent Phil Coulson navštíví Starka, aby ho nechal zkontrolovat výzkum Erika Selviga na Tesseractu. Ve Stuttgartu Steve Rogers a Loki krátce bojují, dokud se neobjeví Tony Stark ve svém brnění Iron Mana, což má za následek že se Loki vzdá. Zatímco je Loki doprovázen do vazby v S.H.I.E.L.D.u, dorazí Thor a osvobodí ho v naději, že ho přesvědčí, aby zrušil svůj plán a vrátil se do Asgardu. Po konfrontaci se Starkem a Rogersem Thor souhlasí, že odvede Lokiho do Helikariéru.
Avegers se rozdělí, když zjistí, že ředitel S.H.I.E.L.D.u Nick Fury chce využít Tersserakt k vývoji zbraní. Mezitím agenti posedlí Lokim zaútočí na Helikariér a deaktivují jeden z jeho motorů za letu, který musí Stark s Rogersem znovu spustit. Loki unikne a Stark a Rogers si uvědomí, že pro Lokiho nebude stačit jejich prostá porážka, musí je veřejně přemoci, aby se utvrdil že bude vládcem Země. Loki použije Tesseract k otevření červí díry v New Yorku, aby umožnil invazi armádě Chitauri ve vesmíru. Furyho nadřízení ze Světové rady bezpečnosti se pokouší ukončit invazi odpálením jaderné střely v na Manhattan. Stark zachytí raketu a odhodlán se obětovat ji vezme přes portál směrem k flotile Chitauri. Raketa vybuchne, zničí mateřskou loď Chitauri a vyřadí jejich vojáky na Zemi. Starkovi se vyčerpá síla a on propadne červí dírou, ale Hulk ho zachrání před nárazem do země.

### Pronásledování Mandarina
Stark má po bitvě v New Yorku PTSD, což má za následek, že dostává záchvaty paniky. Kvůli svému stavu postaví několik desítek obleků Iron Mana, které by chránily Pottsovou a svět. Sedm měsíců po invazi je Happy Hogan těžce zraněn při jednom z bombových útoků teroristy Mandarina. To Starka naštve a vyhrožuje Mandarinovi v televizi. Ten na to zareaguje odpálením rakety na jeho sídlo. Svět věří, že je Stark mrtvý, ten ale unikl v obleku Iron Mana, který ho zavedl až do 3 000 kilometrů vzdáleného Tennessee.
Stark vystopuje Mandarina až do Miami, kde infiltruje jeho ústředí a zjistí, že Mandarin byl pouze herec jménem Trevor Slattery. Později se ukáže, že Aldrich Killian je pravý Mandarin a zajme Starka. Tomu se ale podaří uniknout díky novému obleku Mark 42 a znovu se sejde s Rhodesem. Ten mu řekne, že Killian má v plánu zaútočit na prezidenta na palubě Air Force One. Stark zachrání cestující a posádku letadla, ale nedokáže zastavit Killiana v únosu prezidenta a zničení Air Force One. Killian má v úmyslu zabít prezidenta v živém přenosu. Na loděnici, kde je uvězněn prezident, Stark zachrání Pottsovou, kterou unesl Killian, zatímco Rhodes zachrání prezidenta. Stark přivolá své obleky Iron Mana, ovládané dálkově J.A.R.V.I.S.em, aby poskytly leteckou podporu. Pottsová poté zabije Killiana. Stark přikáže J.A.R.V.I.S.ovi, aby odpálil všechny obleky Iron Mana na znamení jeho oddanosti Pottsové. Stark podstoupí chirurgický zákrok, aby neměl dále střepiny ve svém hrudníku. Později vyhodí svůj starý hrudní obloukový reaktor do moře v domnění, že bude vždy Iron Man.

### Vytvoření Ultrona
O několik let později Stark spolu s Avengers zaútočili na základnu Hydry pod velením barona Wolfganga von Struckera, který pomocí žezla, které dříve ovládal Loki, experimentoval na sourozencích Pietrovi a Wandě Maximovových. Zatímco tým bojuje venku, Stark vstoupí do laboratoře a najde žezlo, spolu s loděmi Chitauri z bitvy z New Yorku a androidy. Wanda se vplíží za něj a pomocí svých schopností mu ukáže strašidelnou vizi: smrt všech Avengerů kromě něj. Stark se probudí z vidění a popadne Lokiho žezlo.
Po návratu do Avengers Tower zkoumají Stark a Banner umělou inteligenci v Kameni ze žezla a tajně se rozhodnou ji použít k dokončení Starkova globálního obranného programu "Ultrona". Nečekaně vnímavý Ultron eliminuje Starkova inteligentního asistenta J.A.R.V.I.S.e a zaútočí na Avengers. Při útěku postaví Ultron armádu robotických dronů, zabije Struckera a rekrutuje Maximovovy. Avengers najdou a zaútočí na Ultrona, ale Wanda podmaní většinu týmu osobními, znepokojivými vizemi, což způsobí, že se Banner promění v Hulka a řádí, dokud ho Stark nezastaví svým anti-Hulkovým brněním.
Poté, co se Avengers skryli v úkrytu Bartona, dorazí Nick Fury a povzbuzuje Starka a ostatní, aby vytvořili plán na zastavení Ultrona, o kterém se zjistilo, že přinutil Dr. Helen Cho, aby mu postavila nové tělo. Rogers, Romanovová a Barton najdou Ultrona a získají nové syntetické tělo, ale Ultron Romanovy zajme. Po návratu do svého sídla v New Yorku bojují Avengers mezi sebou, když Stark a Banner tajně nahrají J.A.R.V.I.S.e, který je stále v provozu i poté, co se ho pokoušel zničit Ultron na internetu, do syntetického těla. Thor se vrací, aby pomohl aktivovat tělo a vysvětlil, že kámen na jeho čele byl součástí jeho vidění. Vision a Maximovové, kteří jsou nyní na jejich straně, doprovázejí Starka a Avengers do Sokovie, kde Ultron použil zbývající vibranium k vybudování stroje na zvednutí části hlavního města k nebi, s úmyslem narazit do země, aby zapříčinil globální vyhynutí. Jeden z dronů Ultrona ale stroj aktivuje. Město klesá k zemi, ale Stark s pomocí F.R.I.D.A.Y. a následné pomoci Thora přetíží stroj a rozbijí tak vznášející se pevninu. Avengers založí novou základnu a Stark opustí tým.

### Sokovijská dohoda
V roce 2016 americký ministr zahraničí Thaddeus Ross informuje Avengers, že OSN se připravuje na přijetí Sokovijské dohody, která by zajistila dohled OSN nad týmem. Avengers se rozdělí: Stark podporuje dohodu kvůli své roli při vytváření Ultrona a devastaci Sokovie, zatímco Rogers věří více vlastnímu úsudku než vládě. Okolnosti vedou k tomu, že Rogers spolu s Barnesem, Wilsonem, Maximovovou, Bartonem a Langem se semknou do jednoho týmu. Stark ale sestaví tým složený z Romanovové, T'Chally, Rhodese, Visiona a Parkera, aby zajali druhý tým na letišti v Lipsku. Během bitvy však Rogers spolu s Barnesem uniknou. Poté, když už jsou ostatní kromě Rogerse a Barnese zatčeni, Stark přijde do věznice a poprosí Wilsona, aby mu dal Rogersovu polohu. Aniž by Rosse informoval, jde do základny Hydry, kde uzavře příměří s Rogersem a Barnesem. Zjistí, že ostatní super-vojáky zabil Zemo. Ten později pustí Starkovi záznamy, které ukazují, že Barnes zabil Starkovy rodiče. Stark se k nim otočí a odpojí Barnesovu robotickou ruku. Po velikém boji se Rogersovi konečně podaří deaktivovat Starkovu zbroj Iron Mana a odjíždí s Barnesem a nechává za sebou štít. Stark se vrací do New Yorku, aby pracoval na exoskeletálních ortézách nohou, aby mohl Rhodes znovu chodit. Rogers pošle telefon Starkovi, jeho bývalému spojenci a příteli, aby zůstali v kontaktu. Když Ross zavolá a informuje ho, že Barton, Wilson, Maximovová a Land utekli, Stark odmítá pomoci.

### Mentor Petera Parkera
O 2 měsíce později, po bitvě v Lipsku, pokračuje Parker ve studiu na střední škole. Stark mu řekl, že ještě není připraven stát se úplným Avengerem, ale Parker se odvolává, že mu pomohl. Stark zachrání Parkera před utonutím a varuje ho před dalším zapojením do vyšetřování zločinců. Když během boje s Parkerem selže další zbraň Toomesovi, roztrhá trajekt na ostrově Staten Island na polovinu. Stark musí přiletět, aby mohl pomoct Parkerovi zachránit cestující. Poté ho napomenul za jeho nerozvážnost a zabavil mu oblek. Parker si uvědomí, že Toomes plánuje unést letadlo, přepravující Starkovy zbraně do nového sídla týmu. Poté, co Parker zmaří jeho plán, ale zachrání i Toomese před výbuchem, Stark připouští, že se s Parkerem mýlil, a zve ho, aby se stal Avengerem na plný úvazek. Parker ale odmítne. Na konci filmu vrátí Stark Parkerovi oblek.

### Infinity War
V roce 2018 jsou Stark a Pottsová v newyorském parku, kde diskutují o dětech a vtom otevře Dr. Strange portál a spolu s Bannerem informuje Starka o nebezpečí. Banner řekne Strangeovi, Wongovi a Starkovi, že Thanos plánuje použít Kameny nekonečna k zabití poloviny celého života ve vesmíru. Později na Zemi přiletí Maw a Obsidian, aby získali Kámen času, což přimělo Strange, Starka, Wonga a Parkera, který byl v tu dobu v New Yorku, aby je konfrontovali. Ačkoli zneškodnili Obsidiana, Strange je zajat Mawem. Stark a Parker se vplíží na palubu Mawovy lodi, aby Strange zachránili.
Po úspěšném osvobození Strange a zabití Mawa pokračují na Thanosovu domovskou planetu Titan, kde se setkají se Strážci galaxie. Vytvoří plán, jak čelit Thanosovi a jak odstranit rukavici nekonečna, ale Thanos skupinu přemůže a bodne Starka do břicha. Strange se vzdá Kamene času výměnou za ušetření Starka. Thanos vezme kámen a odejde z Titanu na Zemi, kde získá poslední kámen a aktivuje rukavice nekonečna. Stark a Nebula, kteří jsou na Titanu, sledují, jak se ostatní promění v prach.

### Časová loupež a smrt Starka
Stark a Nebula jsou sami ve vesmíru, než je zachrání Captain Marvel, se kterou se vrátí na Zemi. Stark se rozhodne, že končí a odejde do důchodu a vychová dceru Morgan. V roce 2023, když Lang objeví způsob, jak přivést všechny zpět, přijdou Avengers ke Starkovi, který to zpočátku odmítá, protože tuto myšlenku považuje za nebezpečnou. Navzdory tomu věc prozkoumá u sebe doma a přijde na to, jak úspěšně cestovat časem a souhlasí s tím, že pomůže. Během cesty časem se Starkovi v bitvě o New York nepodařilo získat Kámen prostoru a místo toho se vrací zpět do sedmdesátých let, aby jej ukradl ze základny S.H.I.E.L.D.u, kde vede rozhovor s mladší verzí svého otce Howardem Starkem.
Avengers úspěšně získají všechny kameny nekonečna, než se vrátí do současnosti. Kameny jsou umístěny do rukavice vyrobené Starkem, kterou potom Banner použije k vzkříšení těch, které Thanos zabil. Za nimi však přišla verze Thanose s jeho armádou z roku 2014, kteří se dostali do roku 2023 díky Nebule, která se vyměnila se svou starší já. Během následující bitvy Thanos získá Starkovu rukavici a oba budou zápasit o její kontrolu. Thanos je schopen odhodit Starka pryč, než se pokusí o další lusknutí, ale zjistí, že Stark přenesl kameny nekonečna na své vlastní brnění. Stark aktivuje rukavici a použije ji k zneškodnění Thanose a jeho armády, ale tím se smrtelně zraní. Zemře obklopený Rhodesem, Parkerem a Pottsovou. Později se koná pohřeb, kde se všichni hrdinové rozloučí se Starkem.

### Dědictví
O osm měsíců později dostane Parker brýle, které mají přístup ke Starkově umělé inteligenci E.D.I.T.H., se zprávou, která mu oznamuje, že si ho Stark zvolil za nástupce. Parkera však podvedl bývalý zaměstnanec Stark Industries Quentin Beck a přesvědčil ho, aby mu dal brýle, protože ho Parker považuje za důstojnějšího nástupce Starka. Beck, vedoucí týmu dalších bývalých zaměstnanců Stark Industries, se snaží zaplnit volné místo, které zanechal Stark jako Iron Man a pomocí softwaru, který vyvinul pro Starka k vytvoření iluze, vytvoří fiktivní nepřátele známé jako Elementals. Beck používá Starkovy brýle k útokům dronů v Londýně. Parker si nakonec nasadí brýle a odvrátí plány Becka. Beck ho ale stihne pomocí zfalšované video zprávy odhalit před celým světem.

## Alternativní verze

### Co kdyby…?

#### Smrt Avengers
V alternativní časové ose je Stark zabit dříve, než ho stihne naverbovat Nick Fury pro Iniciativu Avengers. Z vraždy je obviněna Romanovová, ale později se ukáže, že Starka zabil Hank Pym.

#### Zombie
V alternativním vesmíru v roce 2018 je Stark jedním z prvních hrdinů, kteří se stali zombie, když jsou Avengers posláni do San Franciska, aby se vypořádali s vypuknutím kvantového viru způsobeným Hankem Pymem a Janet Van Dyneovou. Když Bruce Banner nouzově přistane v New Yorku, aby varoval hrdiny před Thanosem, zombie Stark, Strange a Wong nakazí Mawa a Cull Obsidiana, než obrátí svou pozornost na Banner. Poté zabije Hope Starka ve snaze zachránit Bannera.

#### Killmongerův podvod
V alternativním vesmíru v roce 2010 Erik „Killmonger“ Stevens zabrání Starkovu únosu v Afghánistánu. Stark se vrátí do USA, kde Killmonger odhalí zapojení Obadiah Stane do únosu a tak Stark jmenuje Killmongera novým generální ředitelem společnosti Stark Industries. Stark a Killmonger postaví humanoidní bojový dron pomocí vibrania, ale Killmonger později Starka zradí a zabije, čímž zahájí válku mezi Spojenými státy a Wakandou.

#### Ultronova výhra
V alternativním vesmíru v roce 2015 Ultron úspěšně nahraje své vědomí do Visionova těla, stane se dostatečně silným, aby zabil Starka a většinu Avengerů a vymýtil veškerý život na Zemi a následně i vesmíru.

## Výskyt

### Filmy
- Iron Man 1
- Neuvěřitelný Hulk (potitulková scéna)[5]
- Iron Man 2
- Avengers
- Iron Man 3
- Avengers: Age of Ultron
- Captain America: Občanská válka
- Spider-Man: Homecoming
- Avengers: Infinity War
- Avengers: Endgame

### Seriály
- Co kdyby…?